# Лакона (Айова)
Лакона (англ. Lacona) — місто (англ. city) в США, в окрузі Воррен штату Айова. Населення — 345 осіб (2020).

## Географія
Лакона розташована за координатами 41°11′24″ пн. ш. 93°23′6″ зх. д. / 41.19000° пн. ш. 93.38500° зх. д. (41.189909, -93.384969).  За даними Бюро перепису населення США в 2010 році місто мало площу 0,94 км², уся площа — суходіл. В 2017 році площа становила 0,86 км², уся площа — суходіл.

## Демографія
Згідно з переписом 2010 року, у місті мешкала 361 особа в 152 домогосподарствах у складі 102 родин. Густота населення становила 383 особи/км².  Було 165 помешкань (175/км²).
Расовий склад населення:
| - 99,7 % — білих |

До двох чи більше рас належало 0,3 %. Частка іспаномовних становила 0,6 % від усіх жителів.
За віковим діапазоном населення розподілялося таким чином: 27,1 % — особи молодші 18 років, 56,3 % — особи у віці 18—64 років, 16,6 % — особи у віці 65 років та старші. Медіана віку мешканця становила 37,6 року. На 100 осіб жіночої статі у місті припадало 96,2 чоловіків;  на 100 жінок у віці від 18 років та старших — 100,8 чоловіків також старших 18 років.
Середній дохід на одне домашнє господарство  становив 46 545 доларів США (медіана — 40 179), а середній дохід на одну сім'ю — 57 569 доларів (медіана — 53 750). За межею бідності перебувало 18,5 % осіб, у тому числі 19,0 % дітей у віці до 18 років та 13,8 % осіб у віці 65 років та старших.
Цивільне працевлаштоване населення становило 224 особи. Основні галузі зайнятості: роздрібна торгівля — 23,7 %, освіта, охорона здоров'я та соціальна допомога — 21,0 %, будівництво — 8,9 %, фінанси, страхування та нерухомість — 7,1 %.